# Іван Ендеріка Очоа
Іван Ендеріка Очоа (ісп. Iván Enderica Ochoa, 28 жовтня 1991) — еквадорський плавець.
Учасник Олімпійських Ігор 2012, 2016 років.